# Modelark
Et modelark er et klippeark af papir eller karton med påtrykte figurer, der er beregnet til at blive klippet ud og limet sammen til modeller af skibe, fly, huse, raketter eller biler. 